# Saint-Romain-en-Gier
Saint-Romain-en-Gier är en kommun i departementet Rhône i regionen Auvergne-Rhône-Alpes i östra Frankrike. Kommunen ligger i kantonen Givors som tillhör arrondissementet Lyon. År 2022 hade Saint-Romain-en-Gier 598 invånare.

## Befolkningsutveckling
Antalet invånare i kommunen Saint-Romain-en-Gier
| Referens: INSEE |